# Edmond Moreau-Sauve
Edmond Hippolyte Moreau, beter bekend als Edmond Moreau-Sauve (Parijs, 16 februari 1881 - Kemmel, 6 november 1914) was een Franse beeldhouwer.

## Biografie
Hij behoorde tot de familie Moreau, een dynastie van gerenommeerde beeldhouwers afkomstig uit Dijon, die zich later in Parijs vestigden.
Hij was de zoon van François Moreau en Marie Eugénie Louise Sauve. Hij is als beeldhouwer gekend onder de naam "Edmond Moreau-Sauve" of kortweg "Moreau-Sauve". Hij werd als buitenechtelijk kind geboren op 16 februari 1881 en droeg aanvankelijk de naam Edmond Sauve. Bij het huwelijk van François Moreau en Marie Eugénie Sauve op 13 april 1882 werd Edmond door zijn vader erkend en kreeg hij de familienaam Edmond Moureau. Hij zou echter tijdens zijn verdere leven de naam Edmond Moreau-Sauve gebruiken. Hij signeerde gewoonlljk met "Moreau-Sauve".
Hij werd opgeleid door zijn vader en studeerde aan de Ecole nationale supérieure des Arts décoratifs in Parijs als leerling van onder andere de beeldhouwer Hector Lemaire.
Reeds op vrij jonge leeftijd kreeg hij erkenning met staatsopdrachten en een reisbeurs.
Moreau exposeerde herhaaldelijk op de Salon des Artistes Français en behaalde eervolle vermeldingen in 1908 en 1910.
Edmond Moreau-Sauve is vooral bekend voor zijn voorwerpen in Art nouveau stijl, zoals vazen en schaaltjes.
Hij maakte de herinneringsmedaille "J'attends Toujours" voor de vereniging van oorlogsvrijwilligers.
Hij meldde zich als Oorlogsvrijwilliger voor de Eerste Wereldoorlog, werd aangesteld als korporaal en stierf kort na het uitbreken van de oorlog op 6 november 1914 in Kemmel ten gevolge van vijandelijk vuur. Hij was vader van een dochter, Solange Moreau (1912-1992).
Edmond Moreau was de laatste beeldhouwer in lijn van de familie Moreau.